# Sima Lun
Pour les articles homonymes, voir Sima.
Dans ce nom, le nom de famille précède le nom personnel.
Sima Lun (chinois : 司马伦 ; pinyin : sī mǎ lún), (季倫), était Prince de Zhao, issu de la Dynastie Jin (265-420). Il n'est généralement pas compté dans la liste des empereurs Jin en raison de son bref règne du 3 février au 30 mai 301, et il a souvent été mentionné par les historiens pour être l'exemple d'usurpateur méchant. Il était le troisième des huit princes communément associés à la guerre des huit princes. Il est mort empoisonné le 5 juin 301.

## Début de carrière

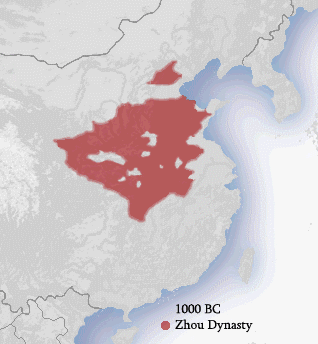
Territoire approximatif des Zhou vers -1000

Neuvième et plus jeune fils de Sima Yi, Sima Lun fut titulaire de titres mineurs durant les régences du Royaume de Wei exercées par son père et ses frères Sima Shi et Sima Zhao. Vers 250, il a été inféodé marquis du village d'Anle, et lorsque Sima Zhao a établi les cinq rangs féodaux du territoire de Zhou en 264, son territoire a été changé en comté de Dong'an, pour lequel il fut désigné grand consultant. Après que son neveu Sima Yan l'empereur chinois également connu sous le nom de règne de Wudi Wu en 266, eut établi la dynastie Jin, Sima Lun fut nommé prince de la commanderie de Langye.

## Régence
Le prince héritier Sima Yu, fut renversé par l'impératrice Jia, par jalousie. En 299, Sima Lun fut manipulé pour assassiner le prince héritier en exil. Ce qu’il fit en l’an 300, en provoquant un coup d'État contre l'impératrice Jia. Son clan et ses associés (y compris Zhang et Pei) furent massacrés, puis elle fut contrainte de se suicider. Sima Lun fut promu régent de l'empereur Jin Huidi.

## En tant qu'empereur

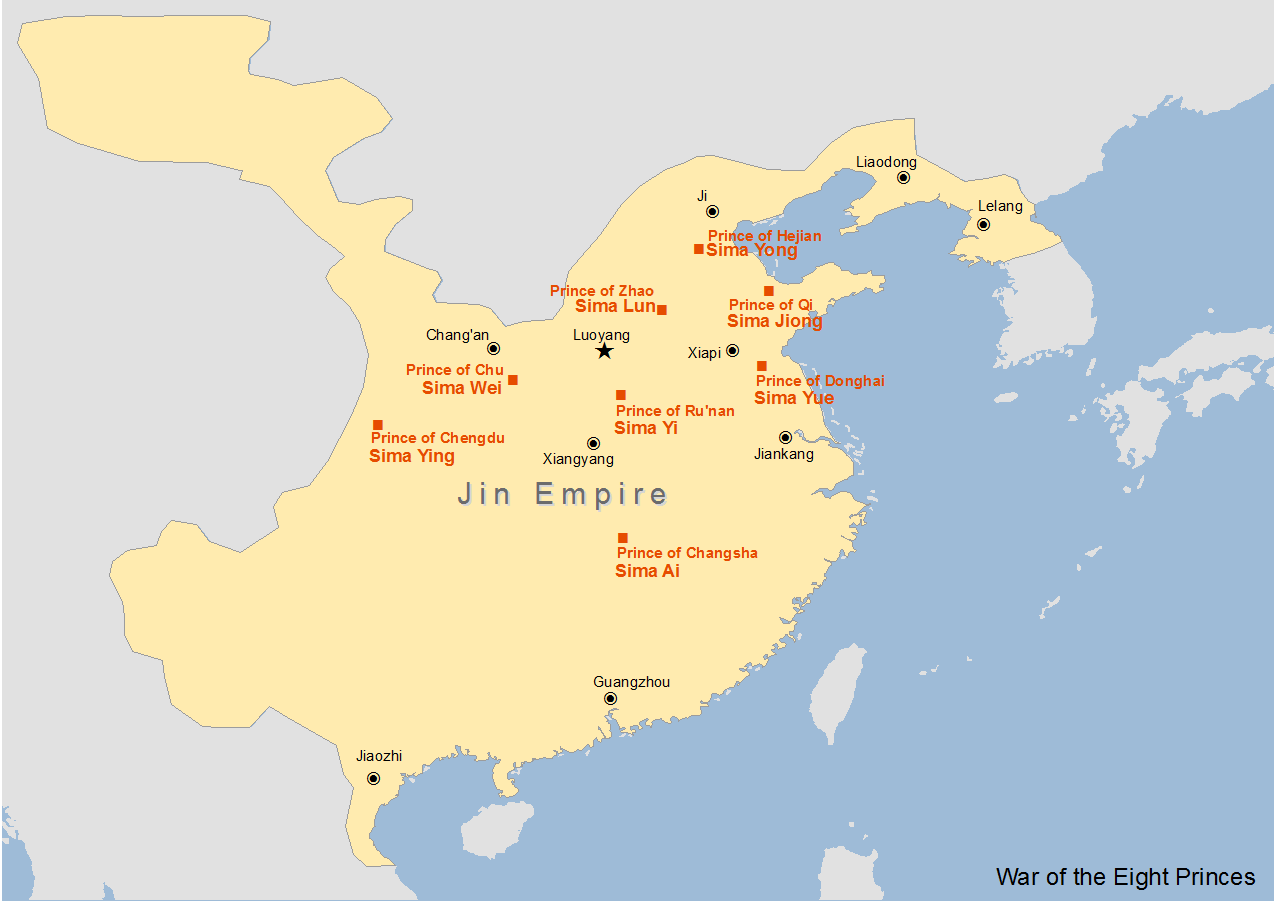
Carte montrant les guerres des huit princes

Sima Lun a récompensé de nombreux opposants à son coup d'état en les anoblissant pour apaiser leur colère. Toutefois sa méfiance se porta sur trois princes autonomes: Sima Jiong, le prince de Qi (cousin de l'empereur Hui et fils de l'oncle de l'empereur Hui, le prince You de Qi) Sima Ying, le prince de Chengdu (frère de l'empereur Hui) et Sima Yong, le prince de Hejian (le petit-fils de l'arrière-grand-oncle de l'empereur Hui, Sima Fu, le prince d'Anping), qui disposaient de solides places fortes indépendantes. Il entreprit, en vain des négociations, en vue de les rallier à sa cause. 
Une rébellion s'ensuivit, les forces de Sima Lun ont été facilement vaincues par les forces des princes Jiong et Ying. Après s'être déclaré empereur pendant trois mois, Sima Lun fut capturé par des fonctionnaires de Luoyang, qui s'étaient également déclarés en faveur de la rébellion, et l'ont forcé à publier un édit rendant le trône à l'empereur Hui. Sima Lun a alors fut contraint de se suicider, et Sun et d'autres associés de Sima Lun furent exécutés, de même que tous les fils de Sima Lun,.

## Famille
- Parents :
  - Sima Yi Empereur Xuan  (chinois : 宣皇帝 司馬懿 ; pinyin : Xuan) ;
  - Furen, du clan Bai (chinois : 夫人 柏氏 ; pinyin : Furen du clan Bai).
- Fils :
  - Sima Fu (chinois : 趙世子 司馬荂 ; pinyin : Sima Fu; d. 301) ;
  - Sima Fu, Prince Jiyang (chinois : 濟陽王 司馬馥 ; pinyin : Sima Fu ; d. 301) ;
  - Sima Qian, Prince Ruyin (chinois : 汝陰王 司馬虔 ; pinyin : Sima Qian ; d. 301) ;
  - Sima Xu, Marquis Bacheng (chinois : 霸城侯 司馬詡 ; pinyin : Sima Xu ; d. 301).